# Lijst van entomologische begrippen
In de entomologie (in ruime zin, hier worden bijvoorbeeld ook woorden met betrekking tot spinnen vermeld) komen zeer veel woorden voor die binnen dat vakgebied een specifieke betekenis hebben, en daarbuiten niet worden gebruikt, of in een heel andere betekenis. Woordgeslacht staat aangegeven met m. (mannelijk), vr. (vrouwelijk) of onz. (onzijdig) en eventueel het meervoud (meerv.). De gegeven betekenis is hier erg kort gedefinieerd, in het algemeen zal in een artikel zelf, als dat er is, meer staan. Woorden in de uitleg die in de woordenlijst zelf weer voorkomen staan schuin.

## A
abdomen (onz., meerv. abdomina)achterlijf, in aanleg 11 segmenten, in de praktijk meestal minder
abundantie (vr.)voorkomen van een soort, uitgedrukt in aantallen exemplaren
achterlijfaanhangselsmeestal gepaarde aanhangsels aan het abdomen van insecten (cerci)
aculeaateen angel hebbend
aedeagusParingsorgaan van een mannelijk insect, bestaande uit penis of fallus en parameren. Soms wordt alleen de penis bedoeld.
alaatvoorzien van vleugels
alarmferomoongeurstof (feromoon) die andere leden van de groep waarschuwt voor gevaar
allomooncommunicatiestof die nut heeft voor de producent door het effect op de ontvanger
anaalnaar de anus toe, de anus betreffend
anaal tuberkel (onz.)verhevenheid waarop de anus bij spinnen soms uitmondt
angelsteekorgaan waarmee gif kan worden ingespoten
antenna (vr., meerv. antennae)(antenne, meerv. antennen) spriet(en), uitsteeksels met tast- en zintuigfunctie aan de kop van een insect
antennomeerantennesegment
anterieuraan de voorkant
apicaalnaar de top of de uiteinden toe, distaal (vooral met betrekking tot vleugels)
aposematischopvallend gekleurd met waarschuwende functie(s) zoals: "ik ben giftig", "ik smaak vies",...
apteerzonder vleugels
apterygotaongevleugelde insecten
araneologiede studie van de spinnen
araneomorfbehorend tot de evolutionair gezien meer geavanceerde spinnen (mygalomorf)
arista (vr., meerv. aristae)borstel op de antenne van vliegen
arolium (onz., meerv. arolia)(hecht)schijfje tussen de klauwtjes van een insectenpoot (vliegen, sommige wantsen)
articuleren (met)een gewricht vormen met, vastzitten aan
arrenotokie (vr.)vorm van voortplanting waarbij vrouwtjes uit bevruchte, mannetjes uit onbevruchte eieren ontstaan

## B
basaalaan de basis, proximaal, tegengesteld aan apicaal
benthischlevend op de bodem/in het sediment van wateren
bivoltientwee generaties per jaar producerend
bodemvalingegraven potje als valkuil voor insecten en spinnen
brachypteermet korte vleugels
buizen van Malpighiuitscheidingsorganen met functie analoog aan de nier

## C
calamistrum (onz., meerv. calamistra)kam op poot 4 waarmee spinnen met een cribellum cribellaat spinsel hanteren
carapax (spinnen)rugschild van cephalothorax
cardo (m., meerv. cardines) secundaire kaak, gevormd uit basaal segment van maxilla
carina (= kiel) (vr., meerv. carinae)richel
carnivoor (m.)vleeseter (vlees van andere insecten)
caudaalin de richting van de staart, achterkant.
caudale lamel (vr.)bladvormig aanhangsel (in drievoud) aan het achterlijf van waterjufferlarven (zie staartlamel)
cel (vr.)door aders omsloten stukje vleugel; broedcel van een bijenraat
cefaalin de richting van de kop
cephalothorax (spinnen) (m., meerv. cephalothoraces)'kopborststuk, ook prosoma
cercus (vr., meerv. cerci)gepaarde aanhangsels, meestal aan het uiteinde van het abdomen
cheliceren (spinnen)gifkaken
chitinehet materiaal waar het exoskelet van een insect grotendeels van is gemaakt
clade (m.)taxon met 1 gemeenschappelijke voorouder
cladistiek (vr.)indeling op grond van afstamming
cladogram (onz.)afstammingsschema
clavaatknotsvormig (van antenne)
clavus (m., meerv. clavi)proximale achterrand van hemi-elytrum van wantsen
clypeusdeel van het gelaat van een insect, tussen frons en labrum
coarctaatvan poppen, waarbij de lichaamsuitsteeksels (poten, antennes, vleugels) van de imago verborgen zijn onder de huid van het laatste larvenstadium. Zie exaraat en obtect.
coleopterakevers
colulusrudimentair uitsteeksel net voor de spintepels
coprofaagmestetend
copula (vr., meerv..copulae)mannetje en vrouwtje tijdens paring (gevangen/geobserveerd)
corium (onz.)centraal proximaal deel van hemi-elytrum van wants
costa (vr., meerv..costae)'rib', tweede longitudinale ader in een vleugel, van voren geteld
coxa (heup) (vr., coxae )eerste pootsegment, van het lichaam gerekend
craniaalaan de kant van/in de richting van de schedel
cribellaat (spinnen)voorzien van cribellum
cribellum (onz., meerv. cribella)gespecialiseerde spintepel die vele zeer fijne draden spint
cuneus (m., meerv. cunei)deel van de voorvleugel van een wants, lateraal tussen embolium en vliezig gedeelte in, een driehoek met een basis aan de voorrand.

## D
darmannelijke bij
dekschild (onz.)voorste vleugel van een kever, veranderd in hard schild
determinatiekenmerk (onz.)eigenschap waarin een soort verschilt van andere soorten die kan worden gebruikt om de soorten te onderscheiden.
determinatiesleuteltabel waarmee systematisch de naam van een plant of dier kan worden opgezocht door naar determinatiekenmerken te kijken
determinerennaam bepalen van een gevangen dier van onbekende soort door raadplegen van literatuur en tabellen (determinatiesleutels).
detritivoor (m.)eet vergane/vergaande resten van planten en/of dieren = saprofaag
diapauze (vr.)periode van rust, bijvoorbeeld in de overwintering, waarbij de levensverrichtingen op een laag pitje staan
dipteratweevleugeligen, de orde der vliegen en muggen
distaalvan het centrum af, uiteinden van antennes en poten
doornstekel op exoskelet (z. spoor)
dorsaalaan de rugzijde (z. ventraal)
dwarsaderEen ader in de vleugel die van de ene naar de andere vleugelader loopt.

## E
ecribellaat(van spinnen) geen cribellum bezittend (en derhalve gebruik makend van kleverige spinseldraden).
ecdysis (vr.)vervelling
eicoconspinsel waarin eieren verpakt zitten
elytrum (onz., meerv. elytra)dekschild van een kever
embolium (onz.)proximale voorrand van hemi-elytrum van wantsen
entelegynspinnen waarvan de vrouwtjes een epigyne bezitten
entomofauna (vr.)de insectensoorten van een bepaald gebied
entomologie (vr.)de studie van insecten
epigynegeslachtsopening van een vrouwelijke spin, vaak een belangrijk determinatiekenmerk
epimeronachterdeel van de zijkant van ieder van de drie thoraxsegmenten
epiproctaanhangsel ontspruitend aan laatste abdominale segment, in de mediaanlijn
episternum (onz., meerv. episterna)voorste deel van ieder van de drie thoraxsegmenten
estivatie (vr.)'overzomering', zomerslaap
euryhygrofielgeen sterke voorkeur voor een bepaalde vochtigheidsgraad hebbend.
eurytoopniet kieskeurig wat betreft de leefomgeving; kan in veel biotopen leven. Tegenstelling met stenotoop
eusociaalin volledig ontwikkelde koloniestructuur levend, met koningin en werksters
exaraatvan poppen waarbij de structuur van het zich in de pop bevindende imago aan de buitenkant al te zien is. De poten en antennes liggen los buiten het lichaam en zijn enigszins beweeglijk. Andere soorten poppen zijn obtect en coarctaat

## F
facetoog (onz.)oog samengesteld uit vele ommatidia
femur (onz., meerv. femora)dij, 3e pootsegment, vaak zijn femur en tibia de langste pootsegmenten.
feromoongedragsbeïnvloedend geursignaal binnen de eigen soort. (bijvoorbeeld geslachtsferomonen, alarmferomonen, verspreidingsferomonen, spoorferomonen)
filiformdraadvormig (van antenne)
flabellaatwaaiervormig (van antenne)
flagellum (onz,)3e en verdere segmenten van een antenne (z. scapus, pedicel)
fotoperiodedaglengte
fovea (vr., meerv. foveae)donkere plek midden op cephalothorax van spinnen
fytofaagplantenetend
frons (vr., meerv. frontes)voorhoofd, ruimte tussen de ogen

## G
galea (vr., meerv. galeae)buitenste vertakking van maxilla
gena (vr., meerv. genae)wang, deel van de kop tussen mandibelbasis en oog
geniculaatknievormig gebogen (bijvoorbeeld antenne van mier)
geslachtsferomoonaantrekkende geurstof voor partner
glossa (vr., meerv. glossae)gepaarde, gefuseerde mediane lob van het labium die basaal met het prementum articuleert.
gregairin groepen voorkomend/levend (z. ook solitair, eusociaal)
gula (vr., meerv. gulae)keel, deel van de monddelen
gynevrouwelijke vruchtbare bij, niet de koningin van een kolonie

## H
habitus (m., meerv. habitus)uiterlijk, lichaamsbouw
Haller, orgaan van (onz.)zintuigorgaan op meest distale lid van poot I van een teek, functie nog niet geheel begrepen.
halsschild (onz.)pronotum bij kevers
halter (m.)rudimentaire achtervleugel bij diptera
hartvlekvlek dorsaal en anteromediaal op spinnenachterlijf
hemi-elytrum (onz.)voorste vleugel van wantsen, half vliezig, half stevig
hibernatie (vr.)het overwinteren
homoplasie (vr.)gelijkvormigheid door parallelle evolutie
hymenopteravliesvleugeligen (bijen, wespen en mieren)
hypermetamorfose (vr.)extra gedaanteverwisseling in larvestadium (z triunguline)
hypostoomsteeksnuit van een teek

## I
imago (vr. meerv. imagines)volwassen insect
insectivoor (m.)insectenetend/insecteneter
instar (Latijn) (onz., meerv. instar)stadium, toestand tussen twee vervellingen in van een larve

## K
kairomooncommunicatiestof die de ontvanger bevoordeelt en de zender benadeelt
kakkerlaklid van de orde Blattaria
kiel(carina) richel
klauweind van de voet (meestal 2, bij spinnen soms 3)
kloppenmanier van vangen van insecten door op takken te slaan en de vallende diertjes op te vange op bijvoorbeeld een laken.
koningin (vr.)eierleggend individu in bijen : mieren : of termietenkolonie
kopvoorste deel insectenlichaam, 6 (onherkenbaar versmolten) segmenten

## L
labiale palpen (m. meerv.)draadvormige gelede uitsteeksels aan het labium, links en rechts
labium (onz., meerv. labia)'onderlip'
labrum (onz., meerv. labra)'bovenlip'
lacinia (vr., meerv. laciniae)binnenste apicale lob van de maxilla, articulerend met de stipes.
lateraalaan de zijkant, naar opzij. tegengesteld aan mediaal
larveonvolwassen insect (holometabola)
lentischvan stilstaande wateren
lepidopteravlinders
lichtvalapparaat om insecten te vangen met (evt. UV) licht als lokmiddel
lotischvan stromende wateren

## M
macropteermet volledig ontwikkelde vleugels (z brachypteer)
malaisevalinsectenval voor vliegende insecten, lijkt op kampeertent
mandibula (vr., meerv. mandibulae, ned. enkelv. mandibel, meerv. mandibels)kaak
maxilla (vr., meerv. maxillae)kaak achter/onder maxilla (anders dan bij zoogdieren waar de maxilla de bovenkaak is.)
maxillaire palpen (m. meerv.)gelede draadvormige aanhangsels van de maxilla
mediaalnaar het midden toe, in het midden. Tegenstelling met lateraal.
mentum (onz., meerv. menta)kin, scleriet van het labium die basaal met het submentum en apicaal met het prementum articuleert. Vaak gefuseerd met die laatste en niet als afzonderlijke scleriet te onderscheiden.
mesonotum (onz., meerv. mesonota)rugdeel van de mesothorax
mesosternum (onz., meerv. mesosterna)buikdeel van de mesothorax
mesothorax (m., meerv. mesothoraces)2e (middelste) segment van de thorax
metamorfose (vr.)gedaanteverwisseling
metanotum (onz., meerv. metanota)rugdeel van de metathorax
metasoma (onz., meerv. metasomata)het 'achterlijf' van de apocrita, bijvoorbeeld van een wesp; bevat anatomisch gezien 1 a 2 segmenten minder dan het abdomen waar ook de petiolus (steel) bij hoort.
metasternum (onz., meerv. metasterna)buikdeel van de metathorax
metathorax (m., meerv. metathoraces)3e thoraxsegment
minerenhet bladgroen tussen de voor- en achterkant van een blad opeten
mimicrynabootsing van een ander dier of plant
moniliformals een snoer van ronde kralen (van antenne)
monofaagslechts 1 soort voedsel etend
morfologievorm van (delen van) het lichaam
mygalomorfspin behorend tot een, evolutionair gezien, wat primitievere groep, zie araneomorf

## N
necrofaagaasetend
neotenie (vr.)kenmerken van een larvaal stadium worden blijven in de imago bewaard
notum (onz., meerv. nota)tergum van een thoraxsegment (pronotum, mesonotum, metanotum)
nimfonvolwassen insect (hemimetabola)

## O
obtectvan poppen, waarbij de lichaamsuitsteeksels (poten, antennes, vleugels) van de imago verborgen zijn onder de huid van het laatste larvenstadium, maar hun omtrek/vorm wel te onderscheiden is. Zie ook exaraat en coarctaat.
ocellus (m., meerv. ocelli)enkelvoudig oog, zie ook samengesteld oog
occiput (onz., meerv. occipita)achterkant van de kop
oligofaagslechts weinig soorten voedsel etend
oog (onz.)samengesteld oog, facetoog
oötheca (vr., meerv. oöthecae)eiercocon (bijvoorbeeld van bidprinkhaan)
operculum (onz., meerv. opercula)dekseltje op eieren van geleedpotigen
opisthosoma (onz., meerv. opisthosomata)(ook abdomen) achterlijf van een spin
ommatidium (meerv. ommatidia)1 enkelvoudig oog van de vele in een facetoog
ordeeen van de ca 29 hoofdgroepen van de insecten
ovipositie (vr.)het eierleggen
ovipositor (m., meerv. ovipositores)legboor of legbuis

## P
palp (m., meerv. palpen, Latijns enkelv. palpus, meerv. palpi)bij insecten aanhangsels van de kaken
parthenogenese (vr.)voortplanting zonder mannetjes
panmictischeen populatie individuen die allen dezelfde kans hebben om aan de voortplanting deel te nemen
parafyletischgroep met een gemeenschappelijke voorouder maar waarin een andere nakomelingengroep van die voorouder ontbreekt (bijvoorbeeld reptielen waar de vogels eigenlijk bij zouden moeten)
paraglossa (vr., meerv. paraglossae)gepaarde laterale lob van het labium die basaal met het prementum articuleert, lateraal t.o.v. de glossa.
paraproctdraden aan het achterlijf, niet in het midden (z epiproct)
patella (vr., meerv. patellae)'knieschijf', 4e pootsegment (alleen bij spinnen)
parasitoïdparasiet die zijn gastheer uiteindelijk te gronde doet gaan, bijvoorbeeld veel sluipwespen
pectinaatgevormd als een kam (antenne)
pedicel2e segment van een antenne (insect). Steel tussen cephalothorax en abdomen (spin)
pedipalp (m., meerv. pedipalpen, Latijns enkelv. pedipalpus, meerv. pedipalpi)spinnen-tasters, bij mannetjesspin ook paarorgaan (coxa, trochanter, femur, patella, tibia en tarsus)
petiolus (m., meerv. petioli)stengel, steel. Bij hymenoptera het dunne deel tussen borststuk en achterlijf (wespentaille). Bij spinnen ook wel gebruikt voor de verbinding tussen prosoma en opisthosoma (z pedicel)
pleuron (onz., meerv. pleura)scleriet aan de zijkant van een lichaamssegment
polyfaagveel soorten voedsel etend
polyfenisme (onz.)verschillen tussen individuen door uiterlijke omstandigheden (bijvoorbeeld imagines met een andere kleur in de zomer dan hun nakomelingen in de herfst)
polymorfisme (onz.)uiterlijke verschillen tussen individuen van dezelfde soort.
poot (insect)coxa, trochanter, femur, tibia, tarsus, pretarsus (=klauw)
poot (spin)coxa, trochanter, femur, patella, tibia, metatarsus, tarsus, pretarsus
postmentum (onz., meerv. postmenta)
precostaeerste vleugelader
prementumscleriet van het labium dat basaal articuleert met het mentum en waarop zich apicaal glossae, paraglossae, and palpi bevinden.
pretarsusvoorlaatste (in distale richting) deel van spinnepoot, voor de tarsus.
pronotum (onz., meerv. pronota)rugdeel van eerste segment van de thorax
prosoma (onz., meerv. prosomata)cephalothorax van spinnen
prosternum (onz., meerv. prosterna)buikdeel eerste thoraxsegment
prothorax (m., meerv. prothoraces)1e segment van de thorax
proximaalnaar het lichaam toe, binnenste delen van poten en antennes
Pterygotagevleugelde insecten (en secundair ongevleugelden, zoals vlooien)
pterostigma (onz., meerv. pterostigmata)verdikte en gekleurde cel(len) in de vleugels van een insect
pupa (vr., meerv. pupae)pop (holometabola)
puparium (onz.)de geharde huid van de larve van een insect

## R
rostrum (onz., meerv. rostra)steeksnuit van wantsen en bladluizen
rudimentairnog slechts als rest aanwezig

## S
samengesteld oogz. facetoog
saprofaagz. detritivoor
scapus (m., meerv. scapi)1e segment van een antenne
sclerietharde chitineplaat omgeven door naden of zachte huid op buitenkant insect.
scopula (vr.,meerv. scopulae)borstelharen aan tarsus en soms ook aan metatarsus van een spin voor de hechting
scutellum (onz., meerv. scutella)driehoekig stukje van het mesonotum, vaak groot bij wantsen
segment (onz.)geleding van insectenlichaam, of van een voet, of van een antenne
semelpariteitplant zich slechts eenmaal in het leven voort
semivoltienmet 1 generatie per 2 jaar (z voltien, bivoltien)
sensu lato (s.l.)in ruime zin, (in de hele biologie gebruikt, meestal als er verschillende definities van een soort of taxon zijn.)
sensu stricto (s.s.)in engere zin, zie sensu lato
seta (vr., enkelv. in Latijn ook saeta, meerv. s(a)etae)(zintuig)haar
skeleterenhet bladmoes van de onderzijde van het blad wegvreten
solitairalleenlevend
spermatofoorspermapakketje
spintepel (spinnen)orgaan dat een draad voor het web kan produceren
spoordoorn met basisgewricht
spoorferomoongeurstof die soortgenoten de weg wijst (vooral bij mieren)
staartlamel (vr.)bladvormig aanhangsel (in drievoud) aan het achterlijf van waterjufferlarven
stekeldikke afstaande haar op spinnenpoot
stenotoopvan een dier dat zeer specifieke eisen aan de leefomgeving stelt, tegenstelling met eurytoop
sternietstevige buikzijde van segment van een insect
sternum (onz., meerv. sterna)buikzijde van een segment (insect). buikzijde carapax (spin)
stigma (onz., meerv. stigmata)opening van een trachee aan de zijkant van het lichaam
stipes (m., meerv. stipites)scleriet van de maxilla die articuleert met de cardo
stippelingputjes, bijvoorbeeld op dek- of halsschild
stridulerenproduceren van geluid door bepaalde lichaamsdelen langs elkaar te strijken
stylopisatie (vr.)infectie van een gastheer met een soort van de strepsiptera
subcosta (vr., meerv. subcostae)derde longitudinale ader in een vleugel (z. ook precosta, costa)
subsociaalsociaal systeem met enige broedzorg na het uitkomen van de eieren (z ook eusociaal)
submentum (onz., meerv. submenta)basale scleriet van het labium, articuleert apicaal met het mentum
sutuuraan de buitenkant zichtbare naad die de vergroeiing van twee chitineplaten (sclerieten) kan markeren
synantroopgeassocieerd met mensen of menselijke bewoning (bijvoorbeeld kakkerlakken)
synapomorfie (vr.)gelijkvormigheid door gezamenlijke afstamming (z homoplasie)
synomooncommunicatiestof die zowel van nut is voor ontvanger als zender

## T
tagma (onz., meerv. tagmata)een van de 2 hoofdgeledingen van het spinnen- of 3 van het insectenlichaam, ontstaan door versmelting van een aantal segmenten.
tagmosis (vr.het vormen van tagmata uit segmenten
tars (m.)zie tarsus
tarsomeerieder van de tarsussegmenten
tarsus (m., meerv. tarsi)(insect) voet, laatste deel van de poot, bestaat uit tot 5 kleine segmentjes met een klauw. (spin) pootsegment net voor de klauw.
taxon (onz., meerv. taxa)taxonomische indelingsgroep, ongeacht het niveau.
tergum (onz., meerv. terga)rugkant van achterlijfssegment van een insect
tergietstevig deel van de rugkant van achterlijf van een insect
thermofielwarmteminnend
thorax (m., meerv. thoraces)borststuk (3 segmenten)
tibia (vr., meerv. tibiae)scheen (insect, pootsegment 4) (spin, pootsegment 5)
tracheeluchtbuisje
tracheekieuwbladvormig aanhangsel (in drievoud) aan het achterlijf van waterjufferlarven (zie staartlamel)
traumatische inseminatieparing door penetratie van de lichaamshuid in plaats van de vagina
trichobothriumdunne dwars afstaande zintuighaar (spin)
triungulineactieve beweeglijke larve in het eerste stadium, vaak hypermetamorfose ondergaand
trochanter (m., meerv. trochanteres)2e segment van de poot

## U
unguis (m., meerv. ungues)nagel, ook klauw, zie aldaar
univoltieneen generatie per jaar producerend
ubiquistbenaming voor dieren die overal voorkomen en niet aan een bepaald klimaat of geografische plaats gebonden zijn

## V
ventraalaan de buikzijde
verspreidingsferomoongeurstof die zorgt dat soortgenoten niet te dicht op elkaar gaan zitten
vertex (m., meerv. vertices)ruimte tussen de ogen aan de bovenkant van de kop
vleugeladermet lucht gevulde buizen die van af de basis van de vleugel ontspringen en soms vertakken
vleugelceleen cel gevormd door twee vleugeladeren en één of twee dwarsaderen
voltien1 generatie per jaar producerend

## W
werkstervrouwelijke bij of mier die in de kolonie werkt maar zich niet voortplant

## X
xerofieldroogteminnend
xylofaaghoutetend